# Brohisaurus kirthari
Il brohisauro (Brohisaurus kirthari) è un dinosauro erbivoro appartenente ai sauropodi. Visse nel Giurassico superiore (circa 150 milioni di anni fa) e i suoi resti sono stati ritrovati in Pakistan. È considerato uno dei più antichi titanosauri.

## Classificazione
Questo dinosauro è conosciuto soltanto attraverso frammenti di ossa delle zampe, descritte da Malkani nel 2003 e successivamente in uno studio del 2006 comprendente la descrizione di altri sauropodi, tutti provenienti dal Cretaceo ad eccezione di Brohisaurus. Secondo lo studio, questo dinosauro potrebbe essere stato uno dei più antichi rappresentanti dei titanosauri (denominati Pakisauridae nell'articolo), un gruppo di sauropodi che ebbero una notevole diffusione nel Cretaceo.